# Raven's Gate
 (décembre 2015).
Raven's Gate (titre original : Raven's Gate) est le premier tome de la série de littérature fantastique Le Pouvoir des Cinq par Anthony Horowitz. Il est sorti en Grande-Bretagne le 1er août 2005 puis en France le 11 janvier 2006.

## Résumé
Le livre présente Matt Freeman, jeune délinquant de quatorze ans envoyé en pension chez une vieille dame du Yorkshire. Il découvre peu à peu qu'il est doté d'étranges pouvoirs et qu'il constitue peut-être, avec d'autres adolescents dans le même cas, le dernier rempart pour protéger la Terre d'une invasion démoniaque.

## Accueil critique
Une critique dans Publishers Weekly met en avant que « le talent d'Anthony Horowitz pour la mise en place du suspense est plus fort que jamais » et prédit que « cette histoire fantastique, mêlant d'anciens démons maléfiques, devrait s'attirer une forte popularité ». Par ailleurs, une critique initialement publiée dans le magazine Voice of Youth Advocates (en) observe qu'« Anthony Horowitz excelle à faire monter la pression, mettant en place un suspense passionnant se terminant en apogée sur le site d'une ancienne porte entre les mondes. Son écriture est rapide et divertissante, malgré quelques incohérences occasionnelles et des changements brusques de point de vue, parfois au sein d'un même paragraphe ».